# Touch (Sarah McLachlan)
Touch è il primo album in studio della cantautrice canadese Sarah McLachlan, pubblicato nel 1988.

## Tracce
1. Out of the Shadows – 4:57
2. Steaming – 4:45
3. Strange World – 4:05
4. Touch – 3:11
5. Vox – 4:50
6. Sad Clown – 4:28
7. Uphill Battle – 4:37
8. Ben's Song – 4:55
9. Vox (Extended remix) – 6:59
10. Ben's Song (78 Version) – 5:07